# Terefundus crassiliratus
Terefundus crassiliratus är en snäckart som först beskrevs av Suter 1908.  Terefundus crassiliratus ingår i släktet Terefundus och familjen purpursnäckor. Inga underarter finns listade i Catalogue of Life.